# Sainte-Adèle
Sainte-Adèle es una ciudad de la provincia de Quebec, Canadá. Está ubicada en el municipio regional de condado de Les Pays-d'en-Haut y a su vez, en la región administrativa de Laurentides. Hace parte de las circunscripciones electorales de Bertrand a nivel provincial y de Laurentides−Labelle a nivel federal.

## Geografía
Sainte-Adèle se encuentra ubicada en las coordenadas 45°57′00″N 74°08′00″O / 45.95000, -74.13333. Según Statistique Canada, tiene una superficie total de 120,9 km² y es una de las 1135 municipalidades en las que está dividido administrativamente el territorio de la provincia de Quebec.

## Demografía
Según el censo de 2011, había 12 137 personas residiendo en esta ciudad con una densidad poblacional de 100,4 hab./km². Los datos del censo mostraron que de las 10 634 personas censadas en 2006, en 2011 hubo un aumento poblacional de 1503 habitantes (14,1%). El número total de inmuebles particulares resultó de 7193 con una densidad de 59,5 inmuebles por km². El número total de viviendas particulares que se encontraban ocupadas por residentes habituales fue de 5781.